# 小田川村
小田川村（こたがわむら）は福島県西白河郡にかつて存在した村である。

## 地理
現在の白河市、旧白河市の北部に位置する。
村域は山がちな地形である。

## 歴史

### 村域の変遷
- 1889年（明治22年）4月1日 - 町村制施行により、（旧）小田川村・泉田村・萱根村が合併し西白河郡小田川村が発足。
- 1954年（昭和29年）10月1日 - 白河市に編入され消滅。

変遷表
| 1868年 以前 | 1868年 以前 | 明治10年 | 明治22年 4月1日 | 昭和29年 10月1日 | 現在   |
| ----------- | ----------- | -------- | --------------- | ---------------- | ------ |
|             | 小田川村    | 小田川村 | 小田川村        | 白河市 に編入    | 白河市 |
|             | 泉田村      |          | 小田川村        | 白河市 に編入    | 白河市 |
|             | 根田村      | 萱根村   | 小田川村        | 白河市 に編入    | 白河市 |
|             | 新小萱村    | 萱根村   | 小田川村        | 白河市 に編入    | 白河市 |

## 大字
- 小田川（こたがわ）
- 泉田（いずみだ）
- 萱根（かやね）

## 人口・世帯

### 人口
総数 [単位： 人]
| 1891年（明治24年） | 1,628 |
| 1920年（大正 9年） | 2,107 |
| 1947年（昭和22年） | 2,117 |

### 世帯
総数 [単位： 世帯]
| 1920年（大正 9年） | 381 |
| 1947年（昭和22年） | 344 |

## 交通

### 道路
- 一級国道
  - 国道4号